# Casa Bertagna
Casa Bertagna è un edificio futurista, in via del Torretto 57, nel centro storico della Spezia.
L'edificio è inserito tra gli edifici di pregio architettonico della Liguria nel Catalogo Generale dei Beni Culturali.

## Storia
Progettato dall'architetto Manlio Costa il palazzo è stato costruito nel 1933; negli anni 1950 è stato sopraelevato.

## Descrizione
L'edificio consiste in un parallelepipedo  che mostra pienamente la ricerca futurista di una notevole spinta verso l'alto e di fuga prospettica dell'insieme. 
Altrettanto palese è il totale rifiuto di ogni orpello decorativo delle facciate, in antitesi al gusto art déco d'inizio secolo. Si può osservare l'edificio lungo la curva di via del Torretto, la serie di balconi ed i parapetti a strisce orizzontali in semplice lamiera verniciata. 
Il movimento futurista in architettura sosteneva la ricerca della dinamicità delle linee e delle superfici. Costa ne ha ottenuto l'effetto disponendo il palazzo su una pianta leggermente trapezoidale: le pareti che convergono ad angolo acuto in questo modo conferiscono così, soprattutto se osservate dal basso del piano stradale, un forte effetto di slancio dinamico all'edificio, ben osservabile dalla via d'Azeglio. 

Secondo Angiolo Mazzoni «l'aggressiva decantazione dei volumi spezzati dalle aperture angolari raggiunge così espressione poetica, limpidezza di forme, purezza di rapporti tra pieni e vuoti».